# 3787 Aivazovskij
3787 Aivazovskij è un asteroide della fascia principale. Scoperto nel 1977, presenta un'orbita caratterizzata da un semiasse maggiore pari a 2,8495549 UA e da un'eccentricità di 0,1353810, inclinata di 12,05810° rispetto all'eclittica.
L'asteroide è dedicato al pittore russo Ivan Konstantinovič Ajvazovskij.